# Pud

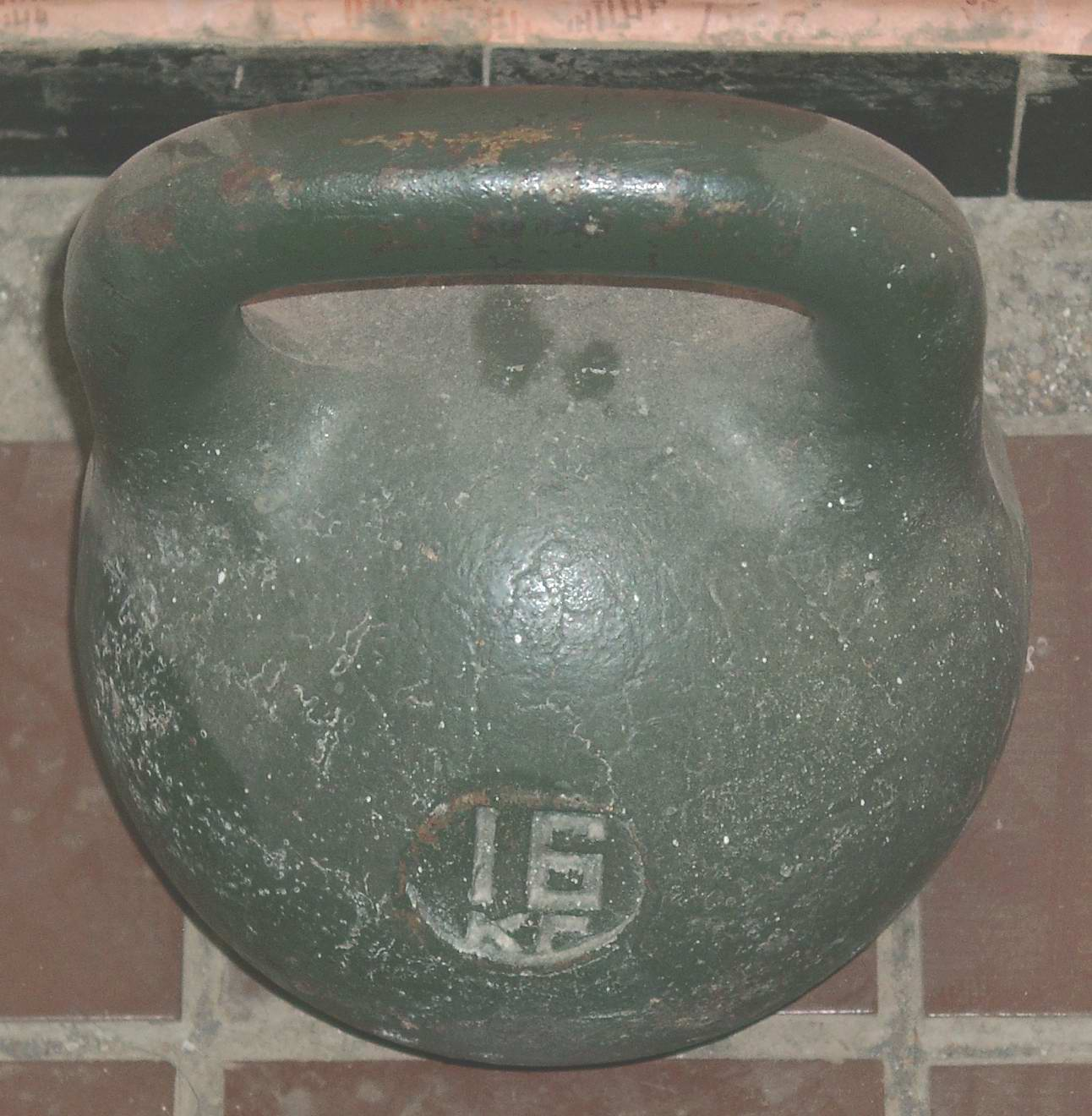
Kettlebell da un pud

Il pud (in russo пуд?) è un'antica unità di misura dell'Impero Russo pari a 40 libbre, ossia 16,3805 kg.  È stata abolita nel 1924 dall'Unione sovietica insieme ad altre unità di misura obsolete russe.
Il termine è rimasto in uso in alcune circostanze. In ambito ginnico, ad esempio, il pud e i suoi multipli sono i pesi più utilizzati per il sollevamento di kettlebell.